# Графська вулиця (Ніжин)
Графська вулиця — вулиця міста Ніжина. Пролягає від площі Гоголя до вулиці Широкомагерської.
До вулиці прилягає Інститутський провулок.

## Історія
У 1887—1921 роки вулиця називалася Графська вулиця, потім у 1921—1957 роки — Комунальна вулиця. 1957 року Комунальну вулицю було перейменовано на вулицю Кропив'янського — на честь радянського військового та державного діяча, уродженця Чернігівщини Миколи Кропив'янського.
На вулиці розташований Комплекс будівель Ліцею князя Безбородька — Ніжинський державний університет імені Миколи Гоголя (будинок № 2) навколо якого розташований парк-пам'ятник садово-паркового мистецтва Графський парк.
У 2016 році вулиці було повернуто історичну назву Графська.

## Забудова
Вулиця пролягає у північно-західному напрямку паралельно вулиці Горького. Парна та непарна сторони вулиці зайняті садибною забудовою, є один 5-поверховий будинок.
Установи:
1. будинок № 2 — Ніжинський державний університет імені Миколи Гоголя
2. будинок № 16А — Ніжинська районна інкубаторна станція

Пам'ятники архітектури, історії чи монументального мистецтва:
1. будинок № 2 — Комплекс будівель Ліцею князя Безбородька: Головний корпус ліцею князя Безбородка (також історії), Будинок служб ліцею князя Безбородка, Каретник ліцею князя Безбородка, Стайня ліцею князя Безбородка, Житловий будинок ліцею князя Безбородка, житловий будинок ліцею (№ 2 корпус 7) та житловий будинок ліцею (№ 2 корпус 8) — всі архітектури
2. будинок № 4 — Будинок Мусіних-Пушкіних — архітектури
3. біля будинку № 2 — Пам'ятник М. В. Гоголю — монументального мистецтва
4. біля будинку № 2 — Пам'ятник І. О. Безбородку — монументального мистецтва
5. біля будинку № 2 — Скульптурна композиція «Вчитель» — монументального мистецтва